# Duraykish District
Duraykish District (arabiska: منطقة الدريكيش, منطقة دريكيش) är ett distrikt i Syrien.   Det ligger i provinsen Tartus, i den västra delen av landet, 160 kilometer norr om huvudstaden Damaskus.
Trakten runt Duraykish District består till största delen av jordbruksmark. Runt Duraykish District är det tätbefolkat, med 511 invånare per kvadratkilometer.